# Nwa (Kamerun)
Nwa ist eine Gemeinde in Kamerun in der Region Nord-Ouest im Département Donga-Mantung. 

## Geografie
Nwa liegt im Nordwesten Kameruns, direkt an der Grenze zu Nigeria.